# Avfall Sverige
Avfall Sverige är en svensk branschorganisation för kommunernas avfallshantering. Organisationen startade 1947 med namnet Sydsveriges Renhållningsverksförening och med endast 9 kommuner. Organisationen bytte senare namn till Svenska Renhållningsverksföreningen och heter Avfall Sverige sedan 2007.
Organisationen företräder numera samtliga 290 kommuner och arbetar med frågor längs hela avfallshierarkin, från avfallsförebyggande till återvinning och avfallshantering. Avfall Sverige verkar för att stödja kommunerna i deras ansvar och roll inom avfallshantering, till gagn för hela samhället och den svenska välfärden.
Lars Stjernkvist är organisationens ordförande sedan 2019.